# آلبرت تاون، باهاما
آلبرت تاون (به انگلیسی: Albert Town) شهری در کشور باهاما است که جمعیت آن در سرشماری سال ۲۰۰۹ میلادی، ۲۳ نفر بوده‌است.